# Nodozana rhodosticta
Nodozana rhodosticta är en fjärilsart som beskrevs av Butler 1878. Nodozana rhodosticta ingår i släktet Nodozana och familjen björnspinnare. Inga underarter finns listade i Catalogue of Life.